# Sint-Elisabethkapel (Lage Vuursche)

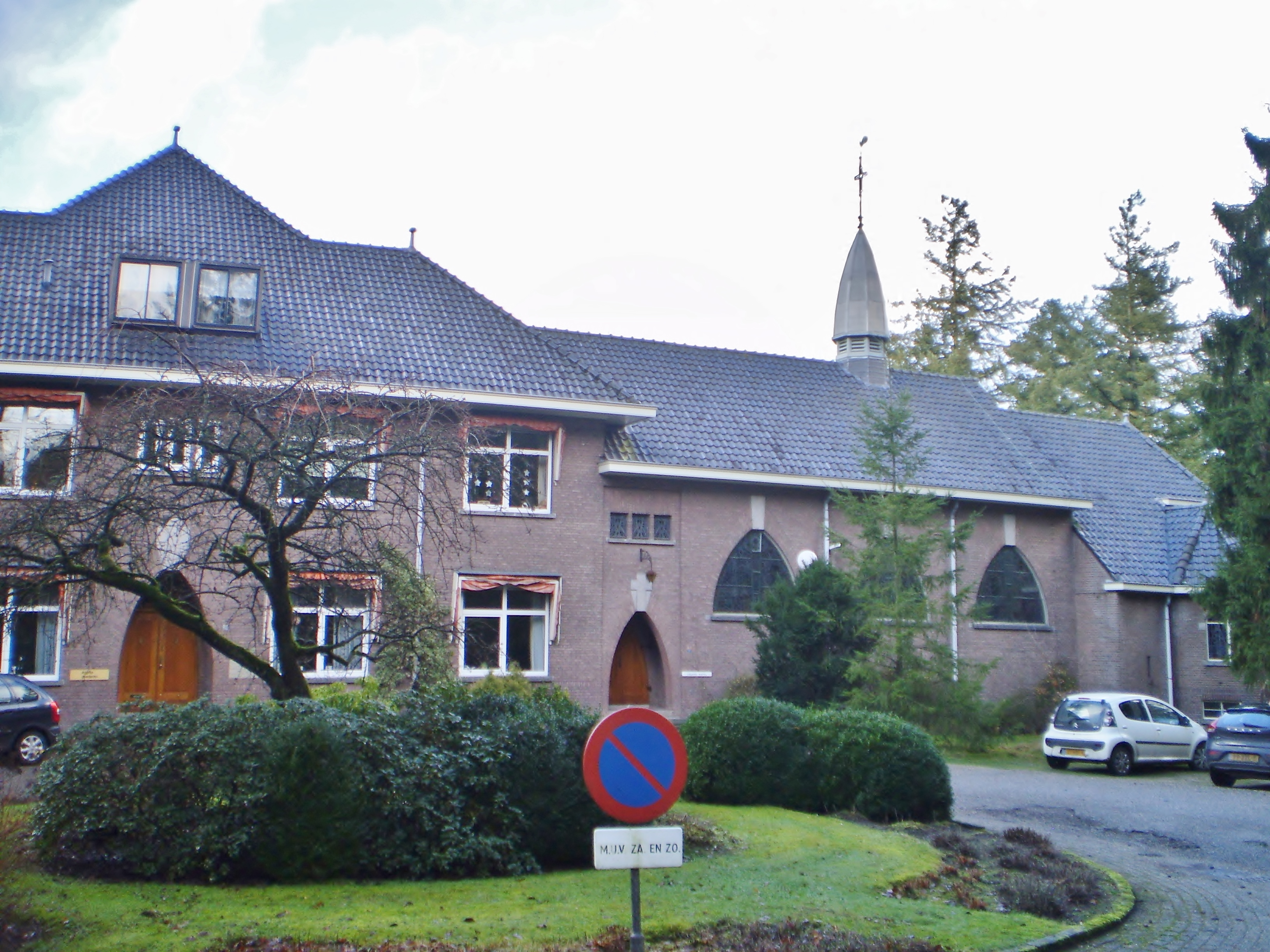
Verpleeghuis Sint Elisabeth (2013)

De Sint-Elisabethkapel is een katholieke kapel aan de Kloosterlaan 29 van Lage Vuursche in de provincie Utrecht. De kloosterkapel is ontworpen door architect Van Ooijen (1893-1953), die in 1930 ook de aula van de katholieke universiteit van Nijmegen liet bouwen. De Elisabethkapel hoorde vroeger bij het klooster in Lage Vuursche en is sinds 1993 onderdeel van het verpleeghuis Sint Elisabeth met de stichting Beukenstein als overkoepelende organisatie. De naamgeefster Sint Elisabeth is niet alleen de naam van de jonkvrouw, maar ook van de heilig verklaarde Elisabeth van Thüringen, de patrones van de charitas.

## Klooster
De kapel bevindt zich rechts van het hoofdgebouw.  
Het klooster werd in 1927 gesticht voor de Congregatie van Onze Lieve Vrouw in Amersfoort. Twee jaar eerder had deze stichting een stuk grond aangeboden gekregen van jonkvrouw F.M. Bosch van Drakenstein. Voorwaarde was wel dat er een kapel moest worden gesticht. Op de gevelsteen staat te lezen dat dit ter ere van de heilige maagd Maria was:Deze kapel met klooster is gesticht op initiatief van jonkvrouw Elisabeth F.M. Bosch van Drakenstein in het jaar O.H. 1927. Het portret van de weldoenster hangt nog in de gang. Op de verdieping waren de cellen van de zusters. Het klokkentorentje op de kapel heeft een afgeplatte kegelvorm. De paraboolvorm van de inpandige portiek van het hoofdgebouw komt terug in de ingang van de kapel en in de kapelvensters. De klok werd na de bouw viermaal per dag geluid met een touw, tegenwoordig gaat dit elektrisch.

## Sanatorium
In 1938 werd er een sanatorium bij gebouwd voor de behandeling van de nonnen die aan tuberculose leden. Om de genezing te bevorderen werden er draaibare tbc-huisjes geplaatst. Zo konden de patiënten in de zon en uit de wind worden gedraaid en konden zo lang buiten zijn. In 1978 wordt het klooster omgebouwd tot verpleeghuis. Ook inwoners van Lage Vuursche konden in het klooster terecht voor medische hulp. Op het terrein bevindt zich een "Lourdesgrot" met het beeld van de Heilige Bernadette. Ook in de glas-in-loodramen van de kapel is Bernadette te zien.

## Begraafplaats
Achter het complex bevindt zich de begraafplaats. Naast kloosterbewoners werden hier ook rectoren en weldoeners begraven. Petrus Antonius Nierman, emeritus-bisschop van Groningen bracht zijn emeritaat door in het Sint-Elisabethklooster. Hij werd  hier in eerste instantie ook begraven, maar werd in 1988 herbegraven op het R.K. Kerkhof in de stad Groningen.